# Гедройц, Вера Игнатьевна
Ве́ра Игна́тьевна Гедро́йц (7 [19] апреля 1870, село Слободище, Орловская губерния — март 1932, Киев) — одна из первых в России женщин-хирургов, одна из первых женщин в мире, получивших звание профессора хирургии и возглавивших хирургическую кафедру, участница Русско-японской войны, прозаик и поэтесса Серебряного века.
Будучи выпускницей хирургической школы профессора Цезаря Ру (Университет Лозанны), Вера Гедройц стала автором ряда оригинальных научных работ в области военно-полевой, общей и детской хирургии. Она также внесла вклад в становление киевской хирургической школы.
Считая революцию неизбежной и необходимой, Вера Гедройц, однако, была одним из самых близких людей царской семьи. Она лично обучала сестринскому делу императрицу Александру Фёдоровну с великими княжнами Ольгой и Татьяной, после чего они работали в лазарете под её руководством.

## Биография

### Семья и ранние годы

Герб Гедройцев «Гипоцентавр»

Гедройц принадлежала к древнему и знатному литовскому княжескому роду Гедройцев, который активно участвовал в польском восстании (1863). Дедушка Веры Игнатьевны в ходе подавления восстания был казнён, а отец Игнатий (Игнас) Игнатьевич Гедройц и его брат, лишённые дворянского звания, были вынуждены бежать в Самарскую губернию, к друзьям деда. Там Игнатий получил образование и работал в органах местного самоуправления, затем женился на дочери обрусевшего немца-помещика Дарье Константиновне Михау, воспитаннице Смольного института благородных девиц. Сразу после свадьбы Игнатий Игнатьевич по долгу службы переехал в Брянский уезд Орловской губернии, где обзавёлся имением в селе Слободище, занимался сельским хозяйством и работал в Совете мировых судей.
Вера Гедройц родилась 26 марта (7 апреля) 1870 года. В семье, кроме неё, было ещё три сестры и два брата. Мать, хлопоча по домашнему хозяйству, детьми заниматься не успевала, и первой воспитательницей маленькой Веры стала её бабушка Наталья Тихоновна Михау, которая в своём импровизированном пансионате обучала местных детей грамоте, французскому языку, музыке, пению и танцам. Уже в детстве Вера носила мальчишескую одежду, отличалась бойким поведением и была заводилой всей местной ребятни.
Желание стать врачом появилось у Веры Гедройц после череды болезней и смертей близких людей, в том числе гибели её любимого брата Сергея, чьим именем в дальнейшем она стала подписывать все свои литературные сочинения.
В 1877 году в пожаре сгорело всё имущество семьи, которая после этого начала жить крайне бедно. Однако из Петербурга пришло определение Сената, по которому Игнатию Гедройцу со всеми его потомками был возвращён княжеский титул.
В 1883 году Вера Гедройц познакомилась с учительницей из соседнего села Любохна народницей Л. К. Любохной, которая впечатлила её своей независимостью и целеустремлённостью. Гедройц впервые прочитала роман Н. Г. Чернышевского «Что делать?». В этом же году Гедройц была отдана учиться в Брянскую женскую прогимназию, где её взяли сразу во второй класс. Среди её преподавателей был позднее ставший известным В. В. Розанов, который оказал на неё большое влияние. Но вскоре Гедройц была исключена из прогимназии за сочинение эпиграмм, выпуск рукописного сатирического листка и конфликт с учительницей. После этого отец, по согласованию со своим другом промышленником С. И. Мальцевым, отослал её в Любохну к заводскому фельдшеру для обучения лекарскому делу. Позднее, по протекции Мальцева, Гедройц возвратилась в прогимназию, которую окончила с отличием в 1885 году.

### Обучение в Петербурге и Лозанне
После окончания прогимназии отец отправил Гедройц учиться в Санкт-Петербург. Она не без труда поступила на медицинские курсы профессора П. Ф. Лесгафта, которые тот организовал у себя на квартире на Фонтанке, дом 18. После успешной сдачи экзаменов Лесгафт посоветовал Вере Гедройц ехать за границу и поступать в университет, поскольку в то время в России женщина не имела права получить высшее образование.
Во время пребывания в Петербурге Вера Гедройц начала сочинять свои первые стихотворения. На курсах она познакомилась с петербургскими студентами и начала посещать революционные кружки, где вместе со всеми читала труды социал-демократа Лассаля, составляла прокламации и ходила на демонстрации. В 1891 году умер популярный демократический идеолог Н. В. Шелгунов, его похороны переросли в митинг с призывами к революции. Собравшихся разогнала жандармерия, а на следующий день были проведены массовые аресты. Среди задержанных оказалась и Вера Гедройц. После обыска и допросов, не найдя серьёзных улик, её выслали в поместье отца под надзор полиции.
В 1894 году Гедройц получила при Орловской гимназии звание домашней учительницы. 5 сентября 1894 года Вера Гедройц вступила в фиктивный брак со своим петербургским другом капитаном Николаем Афанасьевичем Белозеровым. С мужем в дальнейшем она, практически, не виделась, а сам факт замужества тщательно скрывала. С помощью друзей, произведя манипуляции с подложными паспортами, Вера Гедройц ускользнула из-под надзора полиции и уехала за границу в Швейцарию, где намеревалась получить высшее медицинское образование.

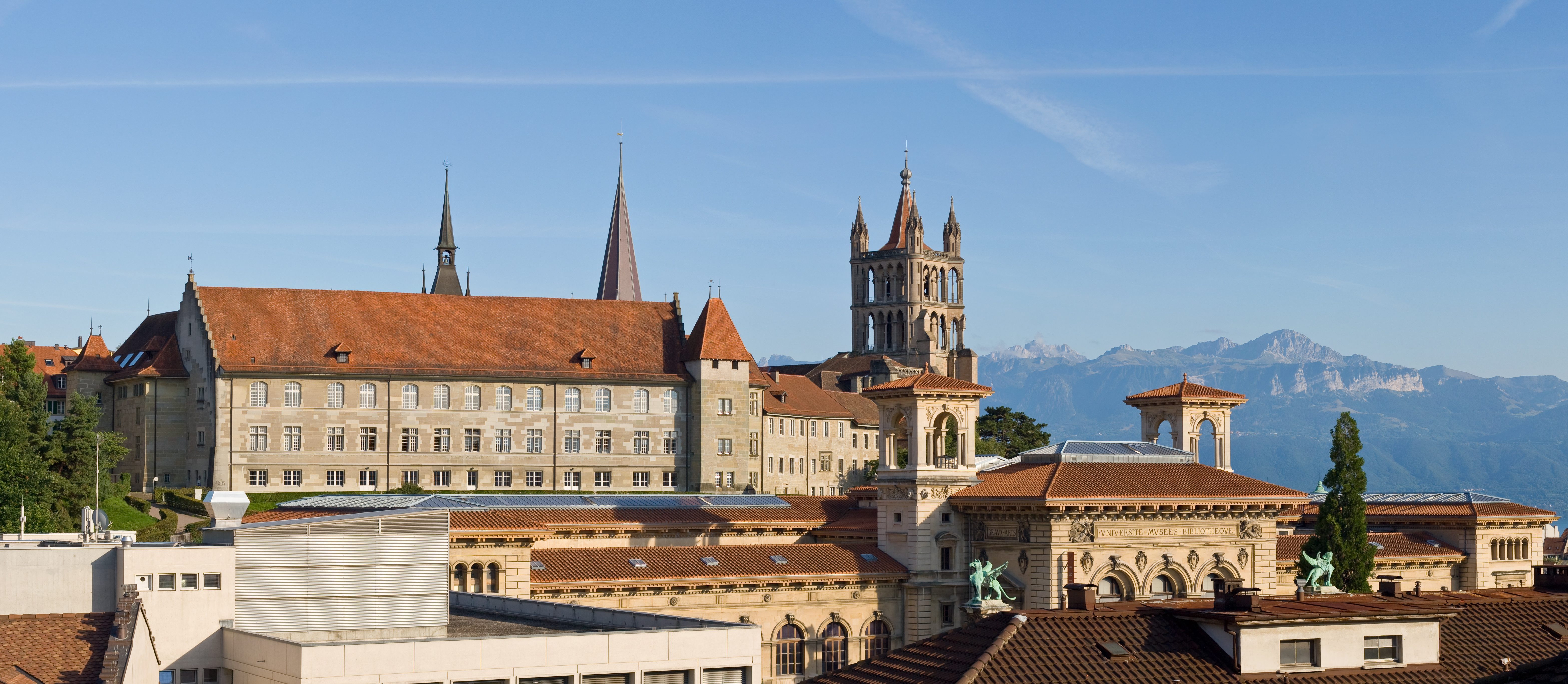
Вид на старое здание Лозаннского университета

По приезде в Лозанну она познакомилась с девушкой Рики Гюди, в дальнейшем они полюбили друг друга и решили вместе уехать в Россию, однако судьба распорядилась иначе. Вере Гедройц с её подложным паспортом сначала отказали в поступлении в университет. Однако она познакомилась через народовольца С. М. Жеманова (сподвижника Г. В. Плеханова) с профессором-физиологом А. А. Герценом (сыном А. И. Герцена), и по его ходатайству её приняли на медицинский факультет Лозаннского университета. Поскольку семья Веры Гедройц с трудом сводила концы с концами и не могла помочь, ей, чтобы заработать на проживание, приходилось давать уроки и работать помощницей у профессора А. И. Скребицкого.
На факультете обучалось всего три женщины. На младших курсах Вера Гедройц особенно увлеклась анатомией. На старших курсах она с интересом занималась хирургией, преподаваемой знаменитым профессором Цезарем Ру, учеником Э. Кохера. Привлекла внимание Гедройц также психиатрия, курс по которой вёл профессор Зигфрид Рабов. Она активно работала на обеих кафедрах, писала доклады, дежурила в клиниках.
14 декабря 1898 года Вера Гедройц с отличием окончила университет. Зимой из России приходили тревожные письма от матери, в которых она просила дочь вернуться, однако по совету профессора Цезаря Ру Гедройц подала на конкурс и поступила в ассистентуру на кафедре хирургических болезней. Она ежедневно присутствовала в клинике на обходах, перевязках, в день принимала участие в шести — десяти операциях, дежурила ночами. Одновременно занималась изучением научной литературы. Под руководством профессора Ру она написала и защитила диссертацию на звание доктора медицины. После этого она получила приглашение стать приват-доцентом кафедры. Но вскоре из России пришло письмо от отца, в котором он сообщал о смерти сестры и болезни матери, умолял вернуться. Одновременно умерла мать Рики, оставив дочери на попечение несовершеннолетних брата и сестру. Весной 1899 года Гедройц вынуждена вернуться в Россию одна.

### Возвращение в Россию
В. И. Гедройц, первая женщина-хирург, выступавшая на съезде и с таким серьёзным и интересным докладом, сопровождаемым демонстрацией. Женщина поставила на ноги мужчину, который до её операции ползал на чреве, как червь. Помнится мне и шумная овация, устроенная ей русскими хирургами. В истории хирургии, мне кажется, такие моменты должны отмечаться.
Вернувшись в Россию, Вера Гедройц устроилась заводским врачом на Мальцовский завод портландцемента в Калужской губернии. В мае 1900 года при Цементном Заводе открылась больница на пятнадцать коек, но для лечения она была непригодна, и Гедройц, бывшая единственным врачом, организовала полное переоборудование вверенного учреждения. Помимо обслуживания рабочих завода и их семей, ей вскоре пришлось также врачевать и жителей всего уезда. Вера Гедройц вела амбулаторный приём, выезжала на дом к тяжелобольным, много оперировала, организовала санитарно-гигиенический режим заводов, обучала врачей из соседних лечебниц. Параллельно она готовила научный материал и готовилась к сдаче экзаменов, чтобы получить российский диплом врача. Много сил уходило на постоянные конфликты в заводской комиссии по определению тяжести увечий, где Гедройц защищала права рабочих на пенсию.
27 февраля 1903 года Вера Гедройц сдав гимназические и университетские экзамены в Московском университете, получила диплом с записью о присвоении звания «женщина-врач». В этом же году выступила с докладом на III-м Всероссийском съезде хирургов, опубликовала в журнале «Хирургия» отчёт о работе заводской медицинской службы.
Тяжёлые условия труда, грязь и нищета, безысходное положение рабочих завода, тяжёлая работа в больнице и деревнях, сложности в семье, письмо из Швейцарии от Рики, в котором та сообщила, что не сможет приехать в Россию, ввергли Веру Гедройц в тяжёлую депрессию и довели до попытки самоубийства. Однако оказавшиеся рядом врачи, приехавшие на заводскую комиссию, спасли ей жизнь.

### Русско-японская война

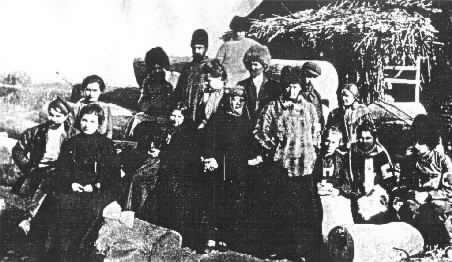
Дворянский передовой госпиталь в Тавангоузе. На переднем плане справа хирург В. И. Гедройц

Весной 1904 года Вера Гедройц отправилась добровольцем на фронт русско-японской войны хирургом санитарного поезда Российского общества Красного Креста. В конце сентября отряд медицинской службы во главе с Гедройц основал госпиталь у деревни Сяочиньтидзы в Маньчжурии, и начался приём раненых.
Вскоре она была избрана председательницей общества врачей Передовых Дворянских отрядов. На войне Гедройц не только разработала новые методы лечения в новых условиях войны, но также организовала лечебную работу в меняющихся условиях боевой обстановки. 11 января 1905 года лагерь был передислоцирован к деревне Гудзяодзы. Позже в распоряжение отряда поступил специально сконструированный операционный вагон, и Вера Гедройц перешла руководить им. 16 февраля в ходе Мукденского сражения вагон был передислоцирован в район Фушинских копей. Вскоре стали поступать первые больные, госпиталь работал круглосуточно, лично Верой Гедройц проведено более ста операций.
22 февраля на исходе Мукденского сражения возникла угроза окружения лазаретов, врачебный совет принял решение не оставлять раненых и попытаться их эвакуировать. Отступление прошло успешно, последним под вражеским обстрелом ушёл поезд под руководством Гедройц.
В марте 1905 года Вере Гедройц было поручено лечить полковника В. И. Гурко. Весной её поезд ушёл в тыл, с войны она увезла две награды: золотую медаль «За усердие» на Анненской ленте, полученную 18 января 1905 года за деятельность во время боёв при Шахе, и серебряную медаль «За храбрость» на Георгиевской ленте, врученную лично генералом Н. П. Линевичем 11 марта 1905 года за героические действия по спасению раненых в ходе Мукденского сражения. 16 мая 1905 года ей также присуждена серебряная медаль Красного Креста.

### После войны

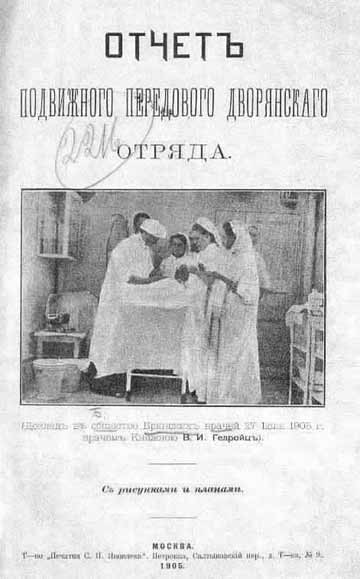

В мае 1905 года Вера Гедройц возвратилась в родные края на своё прежнее место работы. 27 июля она представила результаты своей работы Брянскому обществу врачей, обобщив полученный опыт и сделав ряд важных выводов по военной медицине. Её имя как женщины-хирурга, как героини войны стало известным на всю страну.
В 1905 году, как и по всей России, на заводах возникли волнения и беспорядки из-за тяжёлых условий труда и низкой зарплаты. Вера Гедройц помогала рабочим лидерам. Она познакомилась с местными конституционными демократами, а затем вошла в руководство местного отделения партии.
22 декабря 1905 года скрываемый ею от окружающих брак с Н. А. Белозеровым по желанию Гедройц был расторгнут (в 1907 году ей будет возвращён титул княжны и разрешено вернуть девичью фамилию).
В 1906 году полиция составила список кадетов, первую строчку в котором заняла Вера Игнатьевна. Однако её, в отличие от других фигурантов списка, не подвергли репрессии, а нагрузили работой и перевели на заведование Людиновской больницей, которую было решено сделать центральной в Мальцовском округе. Она приняла решение достичь европейского уровня оказания медицинской помощи: было закуплено новое оборудование, инструментарий, рентгеновский аппарат, в практику введён эфирный наркоз, бактериологическая диагностика, открылось отдельное акушерское отделение, создан патологоанатомический музей.
Вскоре Гедройц была назначена главным хирургом Жиздринского уезда, а затем и главным хирургом заводов Мальцовского акционерного общества. Помимо практической хирургии и организаторской деятельности, она не оставила занятий наукой, собирала материал для диссертации, задумывалась над написанием учебника. Гедройц разрабатывала вопросы производственного травматизма, грыж брюшной стенки, хирургии щитовидной железы, опухолей различных органов, туберкулёза костей, акушерства. Гедройц печатала статьи в медицинских журналах, проводила с земскими врачами обсуждения диагностики и лечения различных заболеваний.
Вскоре Вера Гедройц познакомилась с семьёй профессора петербургской Императорской Академии художеств Ю. Ю. Клевера. Общение с творческими людьми возродило в ней тягу к литературной деятельности, она начала писать стихи, баллады, пьесы, рассказы, сказки.
Зимой 1909 года Вера Гедройц получила приглашение в Петербург на открытие детской клиники. Приехав в столицу, она встретилась с фронтовым другом Е. С. Боткиным, который к тому времени был приват-доцентом Военно-медицинской академии и личным врачом царской семьи. Он пригласил Гедройц к себе в помощницы, поскольку в императорской семье из семи человек пять были женщины, а он знал её как первоклассного специалиста, в том числе по женским болезням.

### Царскосельский период

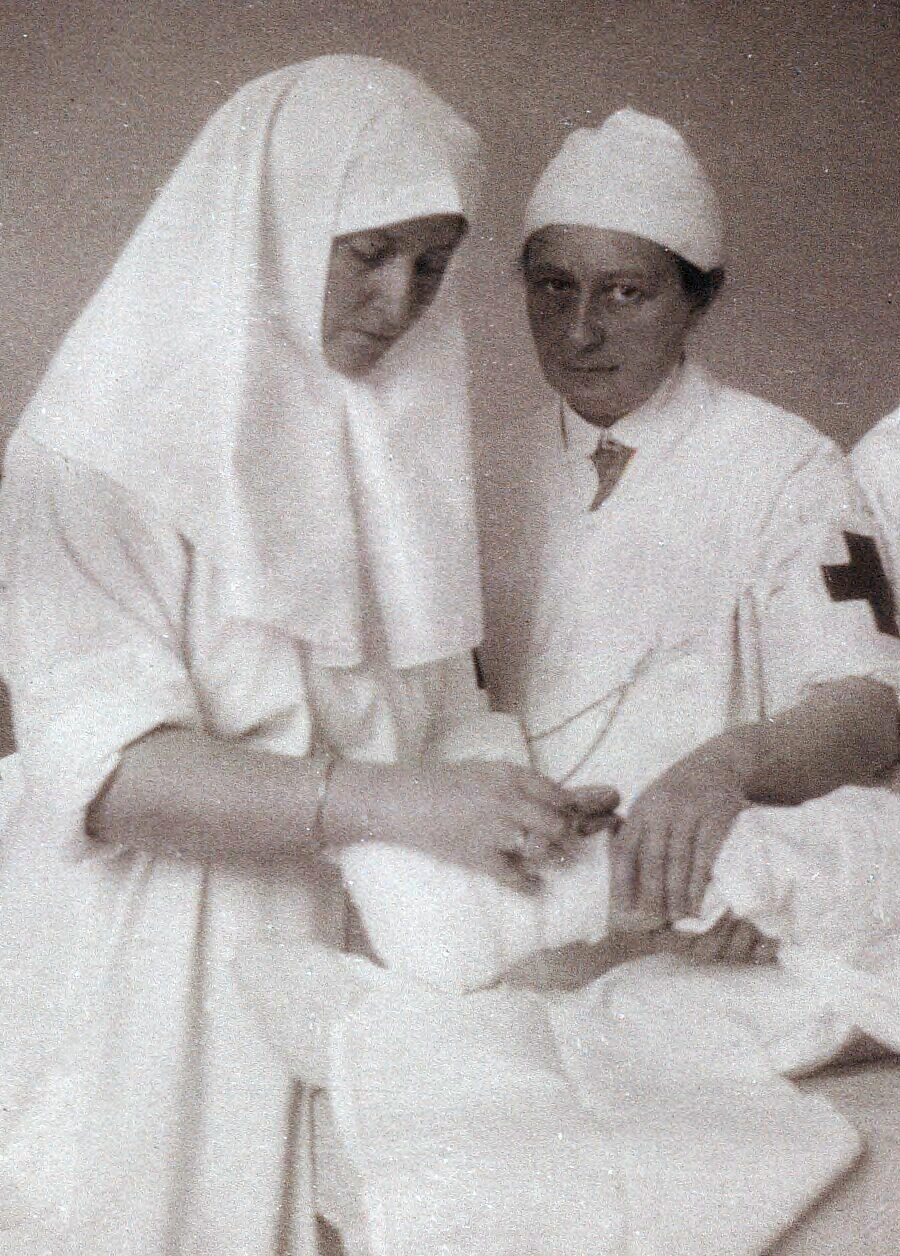
Императрица Александра Фёдоровна (слева) и княжна Вера Гедройц в перевязочной Царскосельского госпиталя

В 1909 году, благодаря рекомендации Е. С. Боткина, а также военной славе Гедройц, императрица Александра Фёдоровна пригласила её занять должность старшего ординатора Царскосельского дворцового госпиталя. Вера Игнатьевна вместе с матерью приехала в Царское Село, где получила приглашение остановиться у семьи Ю. Ю. Клевера.
Назначение на столь высокую должность (VII ранг) женщины было крайне негативно воспринято старшим врачом госпиталя Н. М. Шрейдером, но он был вынужден подчиниться воле императрицы. Вера Гедройц начала руководить хирургическим и акушерско-гинекологическим отделениями, являясь вторым лицом больницы. Она также лечила царских детей и имела частную практику в городе. Однако конфликт со старшим врачом вызвал напряжённые отношения с коллегами и множество трений с начальством. Н. М. Шрейдером был даже составлен запрос в полицию о благонадёжности Гедройц, однако проверка почему-то не выявила её связей с революционными кругами.
Чтобы поддержать Гедройц, дочь Ю. Ю. Клевера Мария предложила ей издать свои литературные сочинения и взялась сама оформить издание. Подготовкой книги целиком занималась Мария, поэтому, когда Гедройц увидела уже напечатанное издание «Стихи и сказки», то была расстроена из-за неудачного подбора материала. Но в процессе подготовки книги к изданию Вера Игнатьевна познакомилась с Р. В. Ивановым-Разумником, который стал в дальнейшем её близким другом.
Также она возобновила знакомство с В. В. Розановым, она первая поставила его жене диагноз рассеянного склероза и занялась её дальнейшим лечением. Вера Гедройц также близко узнала Н. С. Гумилёва, поскольку лечила его от малярии, которой он заразился во время первой поездки в Абиссинию. Впоследствии она оказывала ему финансовую поддержку при выпуске журнала «Гиперборей». Благодаря этим связям Вера Игнатьевна принимала участие в различных поэтических кружках и творческих салонах, где познакомилась практически со всеми известными деятелями Серебряного века.
Вскоре Гедройц вошла в состав провозглашённого Гумилёвым «Цеха поэтов», куда также входили Ахматова, Городецкий, Мандельштам, Зенкевич, Нарбут, Кузьмина-Караваева, Лозинский, Кузмин, Пяст, Алексей Толстой, Виктор Третьяков и другие. Через Р. В. Иванова-Разумника Гедройц познакомилась с Н. А. Клюевым и С. А. Есениным. В 1913 году под эгидой Цеха вышла её вторая книга стихов «Вег». Вера Игнатьевна также печаталась в журналах «Гиперборей», «Заветы», «Новый журнал для всех», «Вестник теософии» (в ряде стихов Гедройц ориентировалась на эзотерические откровения Е. Блаватской), «Северные записки», «Современник» и других.
Одновременно Вера Гедройц также занималась научными исследованиями. Выступала с докладами на X и XI Всероссийских съездах хирургов. В 1912 году она защитила в Московском университете вторую в своей жизни докторскую диссертацию «Отдалённые результаты операций паховых грыж по способу Ру на основании 268 операций», написанную под руководством профессора П. И. Дьяконова. Профессор Н. И. Спижарский приветствовал её после защиты как первую женщину в России, получившую учёную степень доктора медицины в хирургии.
Летом 1914 года началась Первая мировая война. Вера Гедройц, являясь помощником Уполномоченного Российского общества Красного Креста, предложила организовать в Царском Селе эвакуационный пункт для раненых. Эта идея получила поддержку императрицы Александры Фёдоровны. Началось разворачивание нескольких десятков лазаретов. Веру Игнатьевну назначили старшим врачом и ведущим хирургом только что организованного в здании Дворцового госпиталя лазарета, который получил порядковый номер три. Таким образом, она перестала быть подчинённой Н. М. Шрейдера. Общая вместимость лазарета составила 30 офицеров и 200 солдат. Императорская чета лично контролировала подготовку госпиталя, который оборудовали в соответствии с передовыми достижениями медицины. Гедройц много оперировала, занималась организацией лечебного процесса, собирала научный материал.
Вера Гедройц, помимо прочей работы, создала курсы подготовки сестёр милосердия. Для них она написала учебное пособие «Беседы о хирургии для сестёр и врачей», где обобщила свой опыт, полученный во время Русско-японской войны. Императрица Александра Фёдоровна с великими княжнами Ольгой и Татьяной попросила Гедройц преподать им тот же курс. После окончания обучения они начали работать в госпитале, возглавляемом княжной Гедройц. Императрица с дочерьми, как рядовые сёстры милосердия, лично ухаживали за больными, делали перевязки, ассистировали при операциях.
Вера Гедройц стала близким человеком в царской семье и подругой Александры Фёдоровны. По свидетельству В. И. Чеботарёвой, император Николай II, помещая супругу работать в лазарет, надеялся уменьшить влияние на неё Распутина.

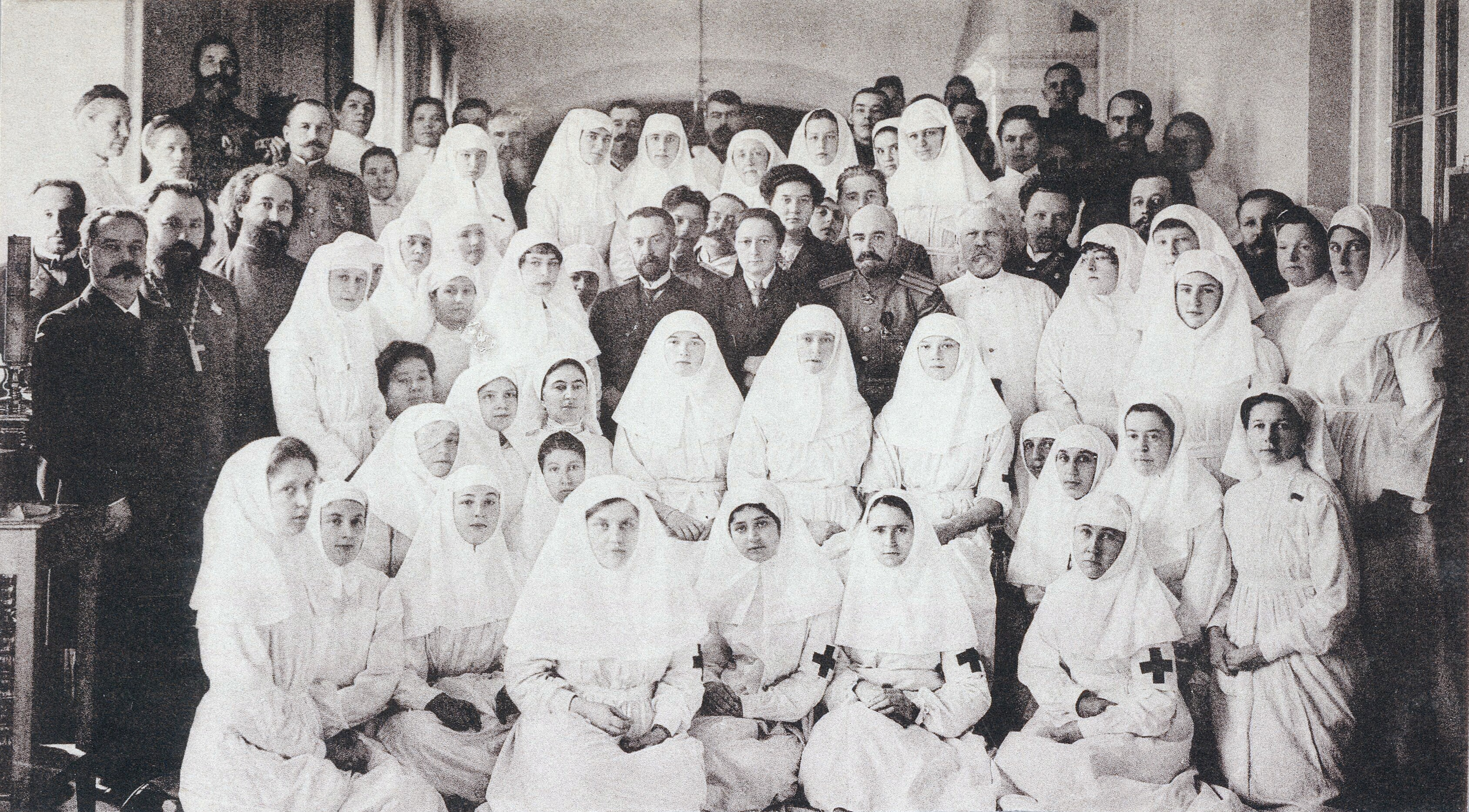
Персонал Царскосельского госпиталя. В центре — В. И. Гедройц.
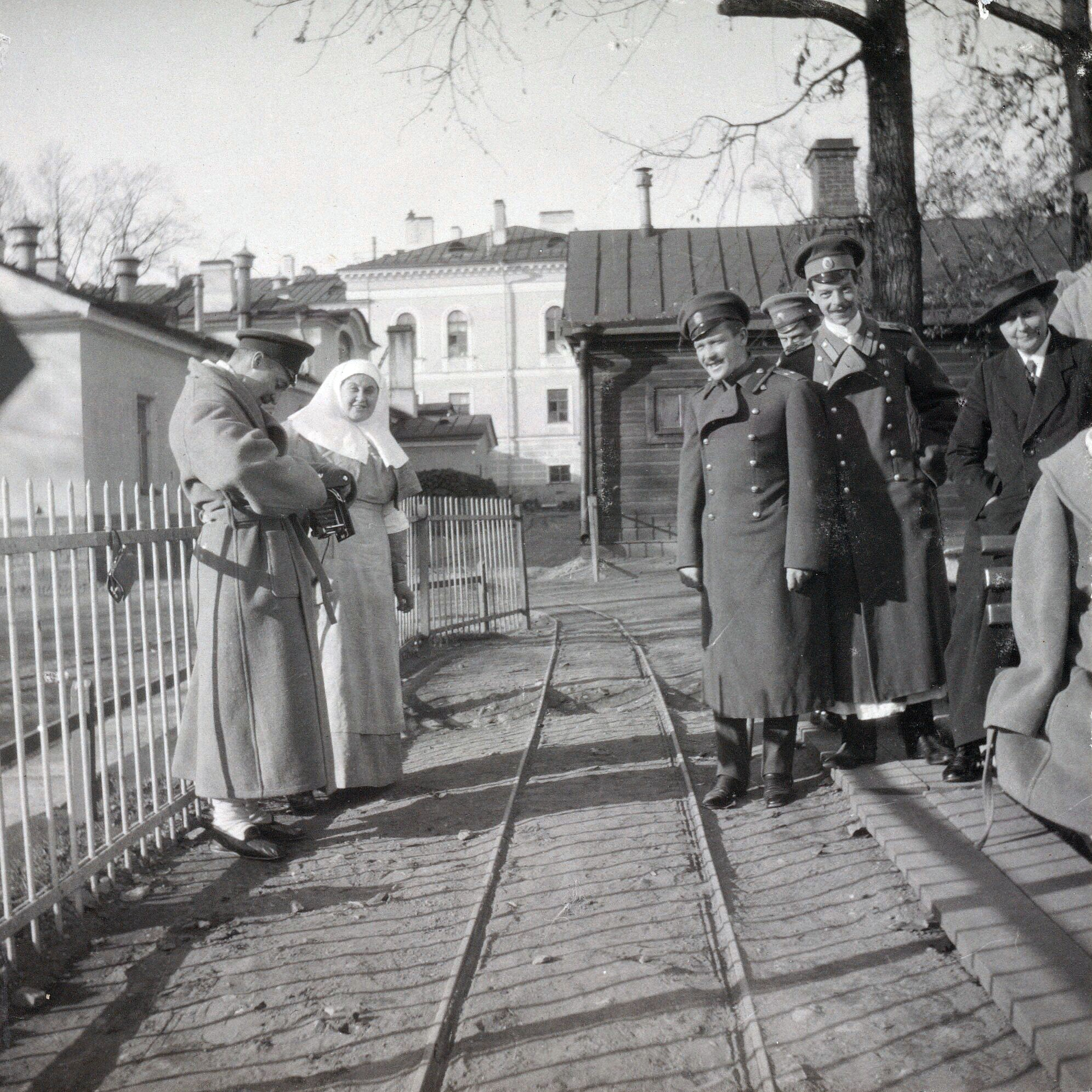
Во дворе госпиталя. Слева А. Вырубова, справа В. И. Гедройц.
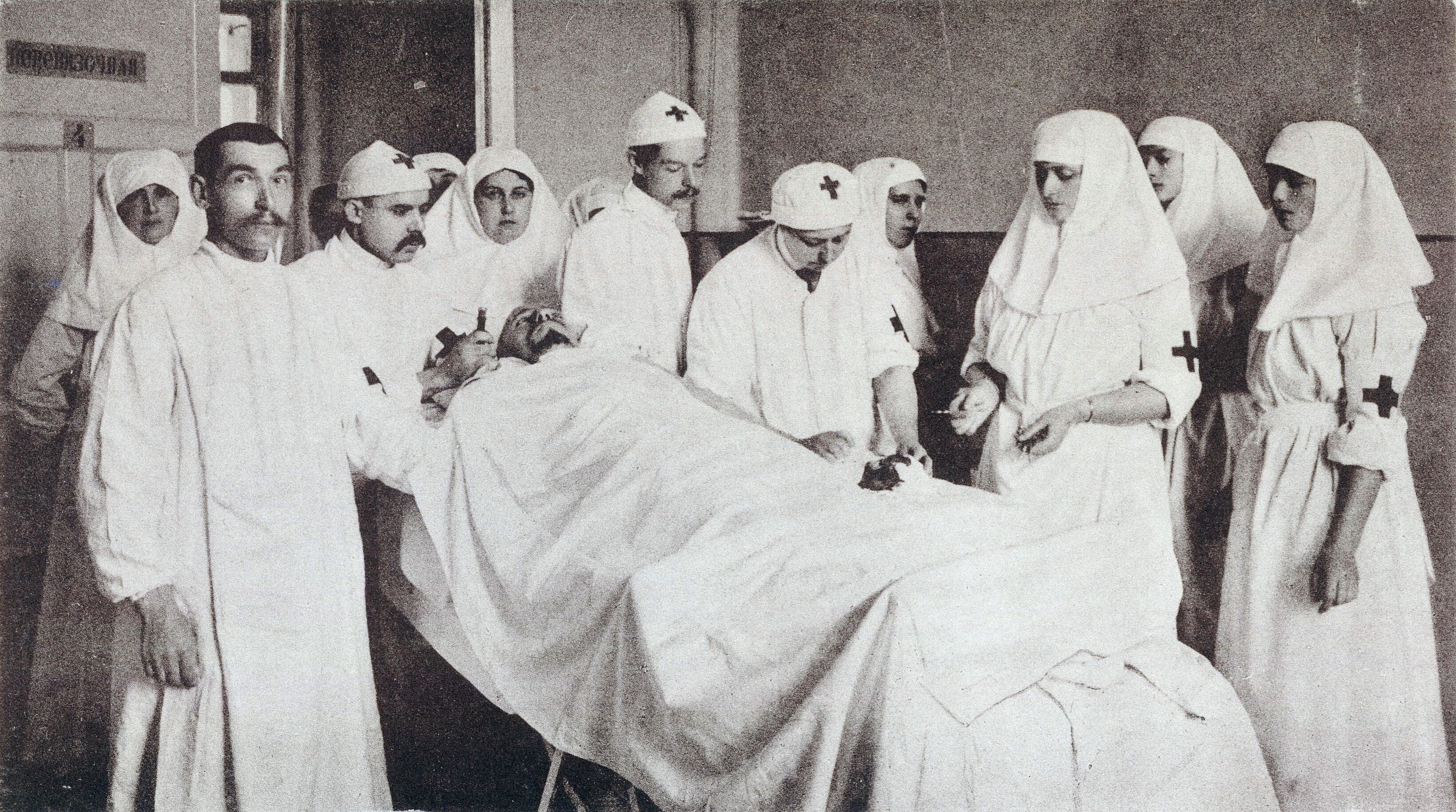
В. И. Гедройц оперирует. Ассистируют императрица с дочерьми.
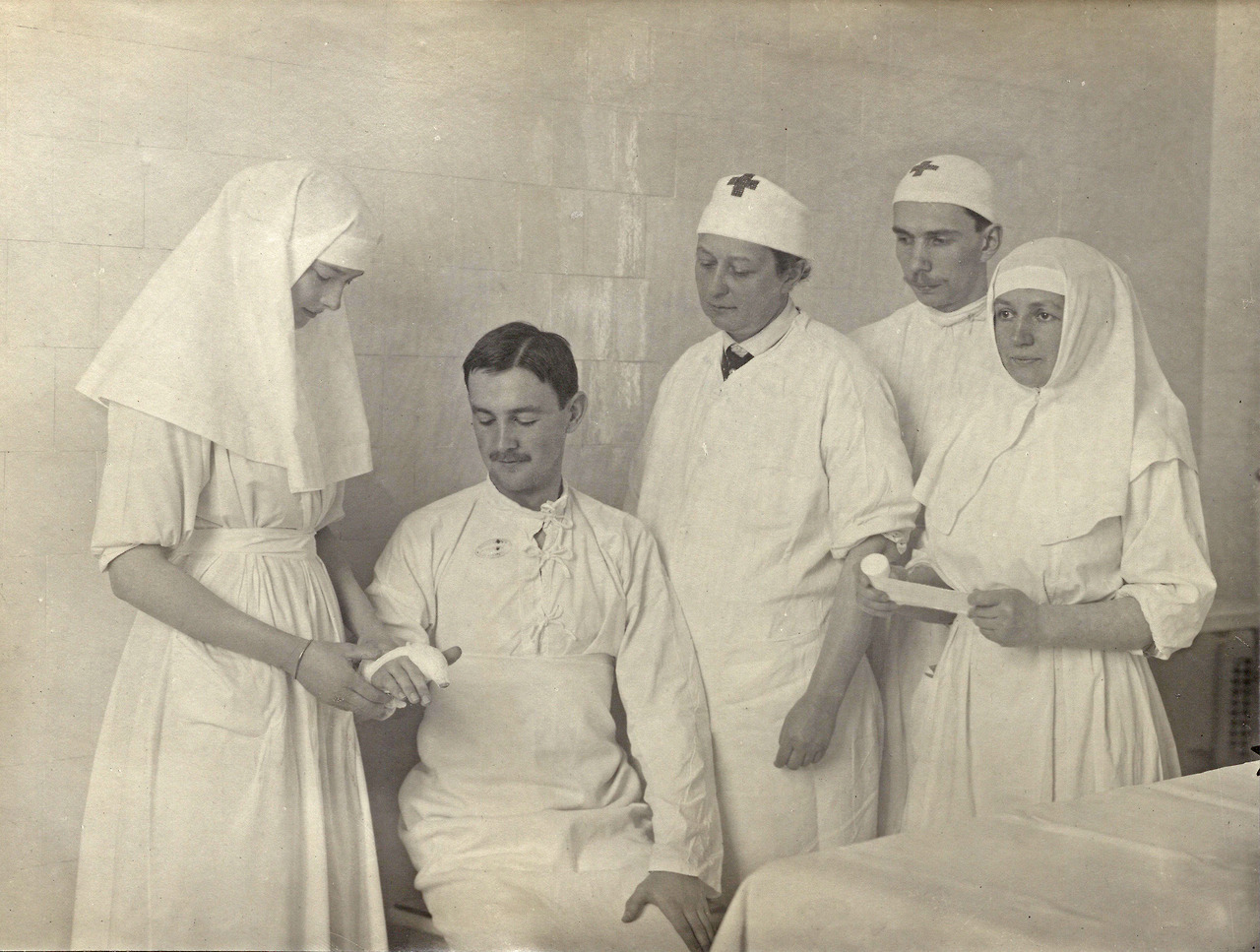
В. И. Гедройц наблюдает за перевязкой раненого великой княжной Татьяной Николаевной.

2 января 1915 года поезд, ехавший из Петербурга в Царское Село, потерпел крушение. Среди пострадавших оказалась близкая подруга императрицы Анна Вырубова. Её в крайне тяжёлом состоянии доставили в лазарет, Гедройц поставила неблагоприятный диагноз. Узнав о случившемся, Григорий Распутин, страстной поклонницей которого была Вырубова, срочно приехал к ней в лазарет, ворвался в чистую палату прямо с улицы в грязных сапогах и шубе. Увидев это, Вера Гедройц вышла из себя, схватила «старца» за воротник и вышвырнула его из госпиталя. Царская чета, присутствовавшая при конфликте, не проронила ни слова. Вопреки прогнозу, больная выздоровела, но между Гедройц и императорскими фаворитами Распутиным и Вырубовой сложились ещё более напряжённые отношения. Несмотря на это, Александра Фёдоровна сохранила своё благоволение к Гедройц и даже наградила её золотыми часами с государственным гербом.
В 1917 году произошла Февральская революция. Хотя княжна сочувствовала революции, считая её неизбежной и необходимой, но весть об отречении императора встретила слезами. Вскоре царскую семью арестовали, Красный Крест реорганизовали, лазарет № 3, который возглавляла Вера Гедройц, упразднили. Старший врач Дворцового госпиталя Н. М. Шрейдер, воспользовавшись моментом, прекратил выплачивать княжне Гедройц зарплату, мотивируя это тем, что она формально ушла работать из госпиталя, а в возвращении он ей отказал. Оставаться в Петрограде Гедройц, как приближённой императорской семьи, стало опасно. Княжна Гедройц решила вновь отправиться добровольцем на фронт.

### На Юго-Западном фронте
В апреле 1917 года Вера Гедройц прибыла на Юго-Западный фронт. Её определили младшим врачом в перевязочный отряд 6-й Сибирской стрелковой дивизии. Однако, благодаря высокой квалификации, большой трудоспособности и своей известности в медицинских кругах, она быстро пошла на повышение. Через месяц Гедройц стала старшим врачом и начальником дезинфекционной службы дивизии, а вскоре её избрали в Санитарный совет и назначили корпусным хирургом, что было для женщины крайне высоким постом (уровня подполковника). В январе 1918 года Гедройц получила ранение и была эвакуирована в Киев. На впечатлениях этого периода основаны «Галицийские рассказы», опубликованные весной 1918 года в газете «Знамя Труда» в Петербурге.

### Киевский период
Некоторые биографы предполагают, что 1918 год княжна Гедройц, будучи раненой, пережила в одной из монастырских больниц (возможно при Покровском монастыре), где близко сошлась с медсестрой Марией Дмитриевной Нирод (1879—1965), вдовой графа Ф. М. Нирода, с которой была знакома ещё в Царском Селе. Вместе с ней и её двумя детьми (один из которых — впоследствии известный театральный художник Фёдор Нирод) она поселилась в квартиру доходного дома № 7 по Круглоуниверситетской улице, живя одной семьёй и состоя в «фактическом супружестве». На новом месте Вера Игнатьевна завязала дружбу с проживающими этажом ниже художниками И. Д. Авдиевой и Л. С. Поволоцким, с которыми они создали импровизированный «творческий салон». На этой квартире собирались на скромные обеды осколки петербургской аристократии и интеллигенции.
После выздоровления Гедройц работала в детской поликлинике. С 1919 года она активно принимала участие в деятельности киевских хирургических служб, организуя, в частности, клинику челюстно-лицевой хирургии. В 1921 году по приглашению профессора Е. Г. Черняховского Гедройц начала работать в факультетской хирургической клинике Киевского медицинского института, где, в качестве приват-доцента кафедры, она впервые читала курс детской хирургии.
Также Гедройц печатала статьи в медицинских журналах по вопросам общей и детской хирургии, кардиохирургии, онкологии, эндокринологии, принимала участие в работе хирургических съездов, написала учебник по детской хирургии, разработала методики обучения студентов, читала лекции. В 1923 году она была избрана профессором медицины. Профессор В. А. Оппель отозвался о ней как о «настоящем хирурге, хорошо владеющем ножом».
В киевский период Вера Гедройц работала над циклом основанных на автобиографическом материале повестей под общим условным названием «Жизнь». Известны пять повестей: «Кафтанчик», «Лях», «Отрыв», «Шамань» и «Смерч»; три из них в 1930—1931 годах были опубликованы.
В 1929 году Вера Гедройц была избрана заведующей кафедрой факультетской хирургии на место уволенного в ходе репрессий против украинской научной интеллигенции (знаменитое Дело «Союза освобождения Украины») Е. Г. Черняховского. Однако в 1930 году её также уволили из университета без права на пенсию. На сбережённые средства и гонорары от изданий Гедройц купила дом в пригороде Киева. Она почти оставила хирургическую деятельность, но продолжала оперировать в больнице Покровского монастыря.

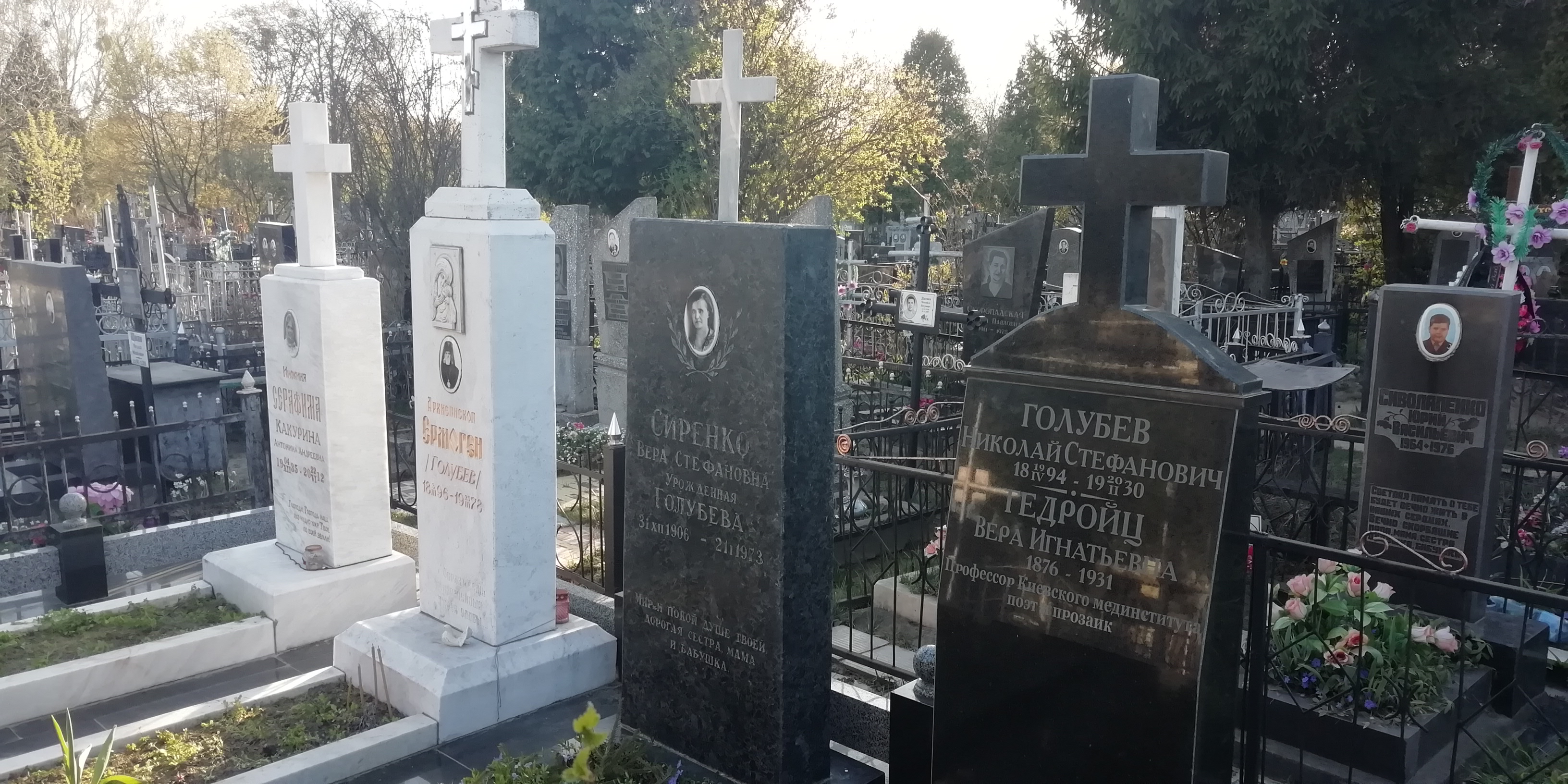
Могила Гедройц, Корчеватское кладбище, Киев, 2020

В 1931 году Гедройц заболела раком, ей была удалена матка. В 1932 году возник рецидив опухоли, и в марте она умерла. Незадолго до смерти Гедройц отдала И. Д. Авдиевой и Л. С. Поволоцкому свои архивы. Среди них было письмо профессора Цезаря Ру, в котором тот завещал ей свою кафедру хирургии. В 1930-е годы Л. С. Поволоцкий был арестован по обвинению в шпионаже, а само письмо, изъятое в качестве «доказательства», было утеряно. После смерти Гедройц М. Д. Нирод переселилась жить в монастырь. Похоронена Вера Игнатьевна в Киеве на Спасо-Преображенском (ныне Корчеватском кладбище). В одной ограде со скромной могилой Гедройц — могилы архиепископа Ермогена и его родственницы: спасённый Верой Гедройц, он ухаживал за её могилой и завещал похоронить себя рядом с ней.

## Научная деятельность
Работая на Мальцовских заводах, Вера Игнатьевна столкнулась с «профессиональной эпидемией»: многие рабочие имели грыжи. Это дало возможность собрать обширный материал не только для практической, но и для научной деятельности, тем более, что проблема грыж активно разрабатывалась её учителем профессором Цезарем Ру. Она написала несколько научных работ и статей, а затем защитила в Московском университете докторскую диссертацию по теме отдалённых результатов пластики паховых грыж. Положительные рецензии на диссертацию дали В. А. Оппель, П. И. Тихов, Цезарь Ру, Н. Н. Петров, она была переведена на несколько языков.
Во время Русско-японской войны Вера Игнатьевна разработала технику ряда полостных операций, впервые в мире применив подобные методы лечения на театре боевых действий, она также высказала мнение, что любое проникающее ранение должно подлежать оперативному лечению. Данные идеи явились серьёзным новаторством не только в отечественной, но и мировой науке. Это способствовало изменению в дальнейшем взглядов на стандарты оказания медицинской помощи при ранении в живот. Вера Игнатьевна также развила учение Н. П. Пирогова об «эвакуации по этапам» и разделении потоков раненых, дополнив его положением о том, что чем ближе госпиталь находится к месту боя, тем продуктивнее его деятельность.
Во время работы на кафедре факультетской хирургии Киевского медицинского института Вера Игнатьевна занималась детской хирургией, впервые в Киеве читая соответствующий курс лекций, на основании которого написала учебник.
Также Вера Гедройц занималась проблемой хирургического лечения рака. Она отрицала вирусную теорию его происхождения, склоняясь к эмбриональной, и декларировала абластический подход к операциям. Вера Игнатьевна также занималась вопросами военно-полевой хирургии, травматологии, ортопедии, хирургии внелёгочного туберкулёза, кардиохирургии, хирургии эндокринных органов (щитовидной и поджелудочной желёз), челюстно-лицевой хирургии и так далее. Всего Верой Гедройц было написано более 60 научных работ.

## Творческая деятельность
Квадрат холодный и печальный

Среди раскинутых аллей,

Куда восток и север дальний

Слал с поля битв куски людей.

Где крики, стоны и проклятья

Наркоз спокойный прекращал,

И непонятные заклятья

Сестёр улыбкой освещал.

Мельканье фонарей неясных,

Борьба любви и духов тьмы,

Где трёх сестёр, сестёр прекрасных

Всегда привыкли видеть мы.

Молчат таинственные своды,

Внутри, как прежде, стон и кровь,

Но выжгли огненные годы —

 Любовь.
Вера Игнатьевна начала сочинять стихи ещё в период своего обучения в Лозанне, однако нигде не издавалась. Все свои произведения она подписывала аллонимом Сергей Гедройц, именем покойного любимого брата. В 1910 году достаточно спонтанно вышла её первая книга «Стихи и сказки». Редакцией издания была недовольна сама Вера Игнатьевна. Книга получила крайне негативную оценку Н. С. Гумилёва, который назвал автора «не поэтом». Однако Р. В. Иванов-Разумник дал положительный отзыв о поэме «Страницы из жизни заводского врача», в которой оценил новаторство социального подтекста.
Позже Вера Гедройц вошла в состав «Цеха поэтов» Гумилёва. Под его эгидой она выпустила свою вторую книгу «ВЕГЪ» (название — по-немецки «Weg» означает «путь», а также отсылка к Ведам и одновременно инициалы В. Г.). Соратники по «Цеху» сдержанно отозвались об издании: С. М. Городецкий отметил тягу Гедройц к «ведовскому, тёмному и страшному», а Г. В. Иванов упрекнул её в «анемичной вялости, бескровности стиха и словаря». Несмотря на это, в своих воспоминаниях «Петербургские зимы» Георгий Иванов характеризовал Веру Игнатьевну как «нежного, нежнейшего лирического поэта».
Во время жизни в Киеве Вера Игнатьевна продолжала сочинять стихи. Она писала также и прозу, в частности, пенталогию «Жизнь», только три первых книги из которой были напечатаны. Заглавная повесть «Кафтанчик» получила высокую оценку К. А. Федина, который сравнил её с уровнем «Детства Люверс» Б. Л. Пастернака и «Кащеевой цепи» М. М. Пришвина.

## Личность
Вера Игнатьевна имела высокую, выше многих мужчин, грузную фигуру, одновременно с тонкими и выразительными чертами лица. Говорила низким голосом и обладала большой физической силой. Носила брючный костюм, пиджак с галстуком, мужские шляпы, шубу с бобровым воротником, коротко стриглась. Много курила, среди любимых развлечений были игра на бильярде, стрельба в тире, охота и верховая езда. Периодически говорила о себе в мужском роде. Всё это контрастировало с творческими увлечениями Веры Игнатьевны, игрой на скрипке и сочинениями лирических стихов. Из-за такого поведения её называли Сафо и «Жорж Санд Царского Села». По воспоминаниям современников, Вера Игнатьевна обладала властным и твёрдым характером, однако отличалась внимательным и уважительным отношением к больным, способностью «слушать и слышать» собеседника, бескорыстной отзывчивостью и постоянной готовностью прийти на помощь.
Вера Гедройц была лесбиянкой. Известно о двух её продолжительных романах с женщинами: швейцаркой Рики Гюди и графиней Марией Нирод, с которой она прожила последние 14 лет своей жизни. Вера Игнатьевна, обучаясь в Лозанне, отвергла предложение профессора ботаники Вильчека, а позже — ухаживания Николая Гумилёва, который посвятил ей стихотворение «Жестокой».

## Память
- В честь Веры Гедройц названа Фокинская городская больница в Брянской области, в которой она начинала свой врачебный путь в России. На стене больницы установлена мемориальная доска[70].
- 16 мая 2010 года в Пушкине в рамках празднования городского 300-летия на территории бывшего Дворцового госпиталя (ныне городская больница № 38 им. Н. А. Семашко) также была открыта мемориальная доска[71][72].
- 18 мая 2023 года решением Киевского Горсовета улица Марии Боровиченко в Киеве переименована в улицу Веры Гедройц.

## Награды[73]
- Золотая медаль «За усердие» на Анненской ленте, награждена 18 января 1905 года;
- медаль «За храбрость», награждена 11 марта 1905 года[прим. 9];
- серебряная медаль Красного Креста, награждена 16 мая 1905 года;
- высочайше установленный знак Красного Креста, награждена 18 мая 1906 года;
- знак отличия Красного Креста II степени, награждена 17 июня 1907 года;
- бронзовая медаль «В память русско-японской войны», награждена 21 января 1911 года;
- высочайше установленный золочённый нагрудный знак в честь 200-летия Царского Села (1912 г.), награждена 18 декабря 1911 года;
- серебряная медаль «За усердие» на Владимирской ленте, награждена 14 ноября 1914 года;
- знак отличия Красного Креста I степени, награждена 15 декабря 1915 года.

## Краткая библиография

### Научная библиография
Всего В. И. Гедройц было написано более 60 научных работ. Вот некоторые известные:
- Гедройц В. И. 22 случая грыжесечения паховых грыж по способу проф. Ру. — М: Т-во скоропечатни А. А. Левенсон, 1902.
- Гедройц В. И. 19 случаев коренной операции бедренной грыжи. 1902.
- Гедройц В. И. Отчёт больницы Завода Мальцовского портландцемента Калужской губернии, Жиздринского уезда за 1901 г. // Хирургия. — СПб., 1903. — Т. 14.
- Гедройц В. И. Отчет Подвижного Дворянского отряда. Доклад в общество Брянских врачей 27 июля 1905 г. врачом Княжною В. И. Гедройц. — М: Т-во Печатня С. П. Яковлева, 1905.
- Гедройц В. И. Новый способ иссечения коленного сустава. 1907
- Гедройц В. И. Отдельные результаты операций паховых грыж по способу профессора Ру на основании 268 операций. Дисс. на степень д-ра мед. — М.: Т-во скоропечатня А. А. Левенсон, 1912. — 152 с.
- Гедройц В. И. Беседы о хирургии для сестёр и врачей. — СПб., 1914.
- Гедройц В. И. Биологическое обоснование питания. Вестник стоматологии. 1924, 6, 19—26.
- Гедройц В. И. Хирургическое лечение при туберкулёзе колена. Русск. клин. 1928, 9, 693—704.

### Литературное творчество
- Гедройц С. Стихи и сказки. — СПб.: Русск. скоропечатня, 1910.
- Гедройц С. Записки из жизни заводского врача. — СПб.: Светлый луч, 1910.
- Гедройц С. Вег. — СПб.: Издание цеха поэтов, 1913.
- Гедройц С. Китайские рассказы. — СПб.: Заветы, 1913.
- Гедройц С. Красный ангел. — СПб.: Заветы, 1914.
- Гедройц С. Дон Жуан. — СПб.: Альманах муз, 1916.
- Гедройц С. Галицийские рассказы. — Петроград: Знамя Труда, 1918.
- Гедройц С. Кафтанчик. — Ленинград: «Издательство писателей в Ленинграде», 1930.
- Гедройц С. Лях. — Ленинград, 1931.
- Гедройц С. Отрыв. — Ленинград, 1931.